# 石井貴子 (1988年生の競輪選手)
石井 貴子（いしい たかこ、1988年2月16日 - ）は、埼玉県春日部市出身の女子競輪選手。日本競輪学校（当時。以下、競輪学校）第104期生。日本競輪選手会東京支部所属。ホームバンクは京王閣競輪場。姉の寛子も同校の同期生。3姉妹の末っ子で寛子の他に一般人女性の姉もいる。師匠は朝倉佳弘(90期）。

## 来歴
姉の寛子とは違って自転車競技経験歴がなく、小学校の頃から陸上競技の投擲種目に取り組んでいた。東洋大学を卒業後はアパレル業界に勤務していたが、姉寛子の影響を受けて自身も競輪学校入学を目指すことになった。2011年12月16日、競輪学校第104回（女子第2回、技能）試験に合格。
2013年3月29日、競輪学校を卒業。学業優秀賞を授与された。在校競走成績は第8位（5勝）。同年5月11日、松戸競輪場でデビューし6着。初勝利は同年5月12日の同場。初優勝は2014年3月10日の小倉競輪場で挙げた。
ガールズケイリン特別競走、GIでは優勝歴はないが、オールスター競輪開催期間中に行われるガールズケイリンコレクション8月ステージの出場権を賭けたファン投票『ガールズケイリン総選挙』では毎年上位に入っており、8月ステージではアルテミス賞が創設された2017年以降2021年まで5年連続でアルテミス賞で選出されるなど、姉に引けを取らず人気が高い。

## 関連記事
- 兄弟スポーツ選手一覧#競輪